# Simone Colombo
Simone Colombo (Milano, 27 agosto 1963) è un ex tennista italiano.

## Carriera
In carriera ha vinto un titolo in singolare e cinque in doppio. Nei tornei del Grande Slam ha raggiunto il secondo turno in singolare agli US Open nel 1984, in doppio al Roland Garros nel 1986, e in doppio misto sempre al Roland Garros nello stesso anno.
Il 17 agosto del 1986 fu il giorno della conquista del suo unico titolo ATP, sulla terra rossa del torneo di Saint-Vincent. In finale superò Paul McNamee al tie-break del set decisivo col punteggio di 2-6, 6-3, 7-6(2). Diventò così il nono giocatore italiano ad aggiudicarsi un trofeo del circuito maggiore.
Nel 1987 conquistò a Firenze il titolo di singolare agli Assoluti superando in finale Massimiliano Narducci col punteggio di 5-7, 6-4, 6-2, 6-2.
In Coppa Davis disputò un totale di 5 partite, collezionando una vittoria e 4 sconfitte.

## Statistiche

### Singolare

#### Vittorie (1)
| Numero | Anno           | Torneo                           | Superficie  | Avversario in finale | Punteggio        |
| 1.     | 17 agosto 1986 | ATP Saint-Vincent, Saint-Vincent | Terra rossa | Paul McNamee         | 2-6, 6-3, 7-6(2) |

### Doppio

#### Vittorie (5)
| Numero | Anno           | Torneo                                                      | Superficie  | Compagno         | Avversari in finale               | Punteggio     |
| 1.     | 16 giugno 1985 | ATP Bologna Outdoor, Bologna                                | Terra rossa | Paolo Canè       | Jordi Arrese Alberto Tous         | 7-5, 6-4      |
| 2.     | 15 giugno 1986 | Bologna Open, Bologna                                       | Terra rossa | Paolo Canè       | Claudio Panatta Blaine Willenborg | 6-1, 6-2      |
| 3.     | 5 ottobre 1986 | Campionati Internazionali di Sicilia, Palermo               | Terra rossa | Paolo Canè       | Claudio Mezzadri Gianni Ocleppo   | 7-5, 6-3      |
| 4.     | 25 giugno 1989 | Hypo Group Tennis International, Bari                       | Terra rossa | Claudio Mezzadri | Sergio Casal Javier Sánchez       | 0-6, 6-3, 6-3 |
| 5.     | 27 agosto 1989 | Internazionali di Tennis di San Marino, Città di San Marino | Terra rossa | Claudio Mezzadri | Pablo Albano Gustavo Luza         | 6-4, 6-1      |

#### Finali perse (1)
| Numero | Anno              | Torneo                                | Superficie  | Compagno              | Avversari in finale           | Punteggio |
| 1.     | 25 settembre 1988 | Hypo Group Tennis International, Bari | Terra rossa | Francesco Cancellotti | Thomas Muster Claudio Panatta | 3-6, 1-6  |